# Tetranycopsis horridus
Tetranycopsis horridus är en spindeldjursart som först beskrevs av Giovanni Canestrini och Fanzago 1876.  Tetranycopsis horridus ingår i släktet Tetranycopsis och familjen Tetranychidae. Inga underarter finns listade i Catalogue of Life.